# الأميرة ليا

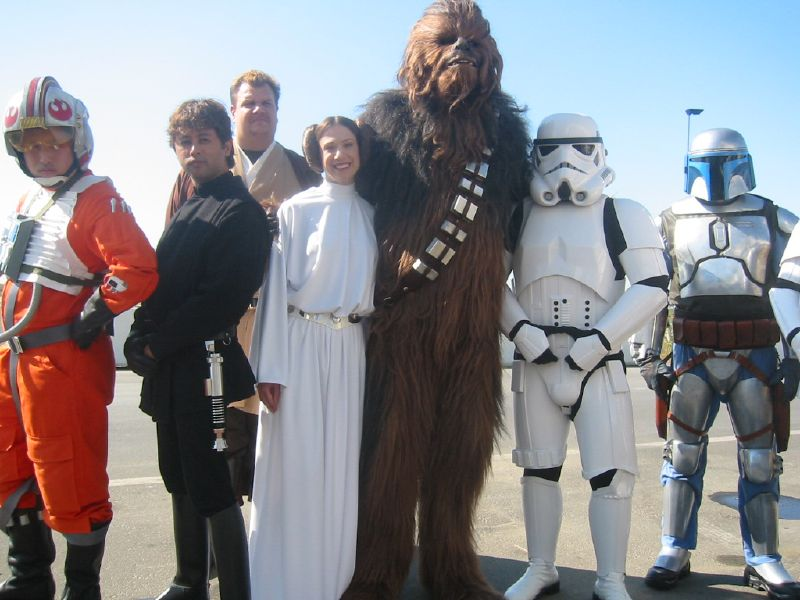
صورة لمجموعة من أزياء شخصيات حرب النجوم، شخصية الأميرة ليا بجانب تشوباكا

الأميرة ليا أورغانا، هي شخصية خيالية في سلسلة أفلام "حرب النجوم". ظهرت لأول مرة في الفيلم الأصلي "حرب النجوم" عام 1977 كشخصية أميرة من كوكب ألدران، وعضو في مجلس الشيوخ الإمبراطوري، وعميلة لتحالف المتمردين. تتصدى ليا للسيث دارث فيدر، وتسهم في تدمير السلاح الفتاك للإمبراطورية المعروف باسم "نجمة الموت". في فيلم "الإمبراطورية ترد الضربة" (1980)، تقود ليا قاعدة للمتمردين وتفر من قبضة فيدر، بينما تقع في حب المهرب هان سولو. وفي "عودة الجيداي" (1983)، تساعد في إنقاذ هان من زعيم الجريمة جابا ذا هات، ويُكشف أنها ابنة فيدر وتوأم لوك سكاي ووكر. تؤدي الممثلة كاري فيشر دور ليا في ثلاثية الأفلام الأصلية وكذلك في الثلاثية المكملة للسلسلة.
في فيلم "انتقام السيث" (2005)، الذي يُعد جزءاً من الثلاثية التمهيدية، يُكشف أن والدة ليا هي السيناتورة بادمي أميدالا من نابو، والتي تموت بعد الولادة. أما والدها فهو أناكين سكاي ووكر، الجيداي الذي وقع في الجانب المظلم من القوة وأصبح دارث فيدر. بعد وفاة والدتها، تتبناها أسرة ملكية؛ السيناتور بايل أورغانا من ألدران وزوجته الملكة بريها. في ثلاثية التتمة، تظهر ليا كمؤسسة وقائدة للمقاومة التي تقاتل ضد النظام الأول. تنجب من هان ابنًا يُدعى بن سولو، الذي يتحول إلى الجانب المظلم ويصبح زعيمًا في النظام الأول باسم كايلو رين. في فيلم "صعود سكاي ووكر" (2019)، يُكشف أن ليا تدربت على أن تكون جيداي على يد لوك بعد أحداث "عودة الجيداي"، وتصبح معلمة لري، آخر من تبقّى من الجيداي. تموت ليا في نهاية الفيلم، لكنها تعود لاحقًا كروح من قوى الجيداي إلى جانب لوك.

تُعد ليا من أكثر الشخصيات شهرة في سلسلة "حرب النجوم"، وقد وُصفت بأنها أيقونة من ثمانينيات القرن العشرين، وبطلة نسوية ونموذجًا يُحتذى به للبطلات في أفلام المغامرة. ظهرت في العديد من الأعمال المشتقة والمنتجات التجارية، بما في ذلك "الكون الموسّع لحرب النجوم" الذي لم يعد جزءًا من السرد الرسمي، كما تم الإشارة إليها أو السخرية منها في العديد من البرامج التلفزيونية والأفلام. أصبحت تسريحتها المعروفة بـ"لفائف القرفة" من فيلم 1977، وبدلتها المعدنية من فيلم "عودة الجيداي"، من الرموز الثقافية الشهيرة. رُشحت كاري فيشر لجائزة زحل لأفضل ممثلة عن دوريها في "حرب النجوم" و"عودة الجيداي"، كما رُشحت لجائزة أفضل ممثلة مساعدة عن "القوة تستيقظ" و"الجيداي الأخير"، وكان الترشيح الأخير بعد وفاتها.

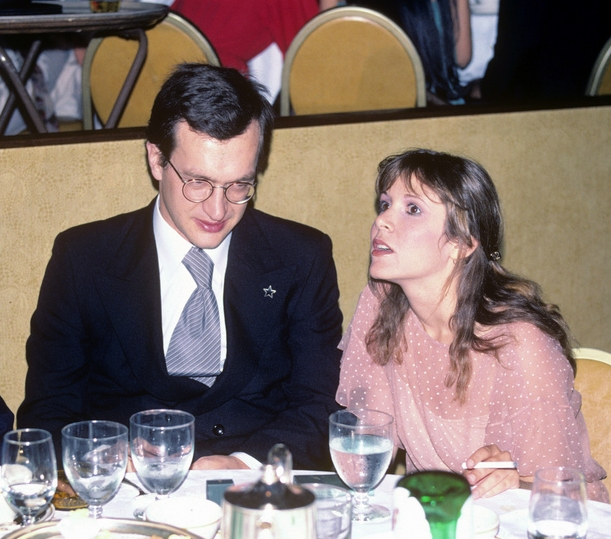
كاري فيشر مع المخرج الألماني فيم فيندرز عام 1978

## الظهور

### الحلقة الرابعة: أمل جديد
ظهرت ليا أول مرة في فيلم أمل جديد، حيث كانت أميرة كوكب ألديران وعضوة في مجلس الشيوخ الإمبراطوري. اعتقلها دارث فيدر على متن السفينة تانتيف 4، لأنها كانت تتجسس لصالح تحالف الثوار. اتهمها فيدر بالخيانة وأمرها بالكشف عن مكان المخططات الفنية لنجمة الموت، أقوى أسلحة الإمبراطورية. لكنه لم يدرِ أنها أخفت الخطط داخل الروبوت آر تو دي تو الذي أرسلته للعثور معلم الجيداي أوبي وان كينوبى على كوكب تاتوين القريب.
قام فيدر بتعذيبها لكنها ظلت صامتة. ثم هددها الجنرال موف تاركين قائد نجمة الموت بتدمير كوكب ألديران ما لم تكشف عن موقع قاعدة المتمردين. أعطته معلومات خاطئة قبل أن يقوم تاركين بتدمير الكوكب. ثم أنقذها لوك سكاي ووكر مع رفاقه. اشتركت ليا معهم في معركة يافين، التي دمر فيها لوك نجمة الموت. ظهرت ليا في نهاية الفيلم في قاعدة المتمردين على كوكب يافين 4، وهي تقدم وسام كوكب ألديران للأبطال.

### الحلقة الخامسة: الإمبراطورية ترد الضربة
بعد ثلاث سنوات من أحداث الحلقة الرابعة، انتقلت ليا إلى قاعدة المتمردين على كوكب هوث. حيث ساعدت على إخلاء القاعدة خلال هجوم الإمبراطورية، وبقيت في المحطة لها حتى أرغمها هان سولو على المغادرة.
تهرب ليا مع سي ثري بي أو وهان سولو وتشوباكا على سفينة ميلينيوم فالكون. واستطاعوا تضليل مطاردات الإمبراطورية عبر الدخول في حقل كويكبات، ثم يهربون مجددا من بطن دودة عملاقة. وصل الفريق لاحقا إلى كوكب بسبين لإصلاح السفينة لدى لاندو كالريسيان (صديق هان القديم)، لكن لاندو يسلمهم لدارث فيدر الذي يستغلهم كطعم للقبض على لوك. في تلك اللحظة تعترف بحبها لهان قبل تجميده في خلية كربون. قام لاندو بمساعدة ليا ورفاقها للهرب، لكنهم عادوا بعد أن أحست أن لوك موجود في المدينة وأنه في خطر.

### الحلقة السادسة: عودة الجيداي
بعد عام من أحداث الحلقة الخامسة، تذهب ليا مع تشوباكا ولاندو ولوك إلى كوكب تاتوين لإنقاذ هان من جابا ذا هات، حيث كان هان يدين له بمبلغ كبير من المال.
تنكرت ليا في زي صياد جوائز وأحضرت معها تشوباكا كطعم للتسلل داخل القصر لتحرير هان. اكتشف جابا هويتها الحقيقية، فقبض عليها وجعلها أمة عنده وأرغمها على ارتداء بيكيني معدني. ثم أمر جابا أن تلقى هي ورفاقها في حفرة الوحش سارلاك. وعندما انقلبت الأمور على جابا، استغلت ليا الفرصة لقتل جابا بأن خنقته بالسلسلة التي ربطها بها، قبل أن ينطلق الفريق بعيدا.
قبل معركة الفيلم الأخيرة، أخبرها لوك بنها أخته التوأم، وأن فيدر هو والدهما. بعد المعركة أصيبت ليا بجروح طفيفة ولكنها ساعدت المتمردين في هزيمة الإمبراطورية. ينتهي الفيلم بالاحتفالات على كوكب إندور حيث صارحت ليا بحبها لهان.

### الحلقة الثالثة: انتقام السيث
ظهرت ليا في نهاية الحلقة الثالثة حيث أنجبتها أمها مع أخيها التوأم لوك. وبعد أن ماتت أمها خلال الولادة، اقترح يودا أن يتم إرسالها بعيدا في كوكب ألديران لتربيها عائلة أورغانا.

### الحلقة السابعة
في مارس 2013، أكدت كاري فيشر أنها سوف تعيد تمثيل دور ليا في الحلقة السابعة من حرب النجوم التي ستنتجها ديزني.

### أدب حرب النجوم
ظهرت ليا في العديد من روايات حرب النجوم، وكان لها دور البطولة في عديد منها، وهي تظهر في الأدب الموسع بأنها من مؤسسي الجمهورية الجديدة، لكن لم تهتم كثيرا بفنون الجيداي.
- في رواية الهدنة في باكورا، وتقع أحداثها بعد يوم واحد بعد نهاية الحلقة السادسة، حيث أسست ليا منطقة ألديران الجديدة، وهي ملاذ للسكان الناجين من كوكب ألديران المدمر. في نفس اليوم تقابلها روح أبيها بعد أن كفر عن نفسه ليطلب منها الغفران، لكنها ترفض طلبه، فيخبرها أنه سيظل بجانبها متى احتاجت إليه.
- في رواية ملكة الإمبراطورية بقلم بول وهولاس ديفيد،[8] يتم اختطافها من قبل جماعة تابعة للإمبراطورية لغسل دماغها كي تتزوج من زعيمهم تريوكولوس. لكنها تنجح في الهرب بأن وضعت روبوت مكانها.
- في رواية مغازلة الأميرة ليا، تكون ليا محل نزاع بين هان سولو والأمير إيسولدار، ويفوز بها هان سولو ويتزوجها.
- في رواية شبح تاتوين، كانت ليا متخوفة من إنجاب الأطفال حتى لا تقع في الجانب المظلم من القوة كما حدث لوالدها. لكنها اكتشفت قصة تحول أبيها للجانب المظلم بعد رحلة إلى كوكب تاتوين لاستعادة اللوحات المسروقة، حيث اكتشفت مذكرات جدتها شمي سكاي ووكر، كما ساعدها أحد أصدقاء والدها القدامى. وفي النهاية قررت مسامحة روح أبيها.
- في ثلاثية ثوارن، يقوم الأدميرال ثوارن بإرسال مجموعة من شعب نوغري لاختطاف الأميرة ليا التي كانت حاملا. وكان ثوارن يعتزم إدخال طفليها اللذان لم يولدا إلى الجانب المظلم. تمكنت ليا أن تكسب صفهم بحكم قرابتها من دارث فيدر (الذي كان شعب نوغري مواليا له)، كما استطاعت أن تقنعهم بأن يحاربوا ثوارن إلى أن تمكنوا من قتله في إحدى المعارك. وحظيت ليا بعدها باحترام شديد من قبل شعب نوغري.
- في رواية الأمر الأخير، تلد ليا توأما هما جاينا وجاسن على كوكب كوروسكانت.
- في رواية نهاية الإمبراطورية، تلد ليا طفلا آخر، وسمي أناكين على والدها. وانتصرت مجددا على بالباتين الذي تم استنساخه عندما حاول نقل روحه إلى الطفل.
- في رواية فيكتور برايم، يموت تشوباكا وهو يحاول إنقاذ أناكين، ما أصاب هان بحالة اكتئاب شديدة، ما سبب الشقاق بينه وبين ليا، لكنهما أصلحا الأمور بينهما في النهاية. وشهد الزوجان موت ابنهما في رواية نجمة بنجمة.
- في رواية الملك النجار، أصبحت ليا مساعدة هان سولو في سفينته، وذهبت لمساعدة فرسان الجيداي الذين اختفوا في منطقة بعيدة، كما حاولت إكمال تدريبها لتصبح من فرسان الجيداي.
- في رواية الملكة الخفية، رأي لوك وليا مشهدا به امرأة حامل فعرفا أنها أمهما وأنها ماتت أثناء الولادة. وهذه المقاطع وضعت كأساس لمشاهد بادمي أميدالا في فيلم انتقام السيث.
- في سلسلة إرث القوة، يقع ابنهما جاسن ففي الجانب المظلم من القوة، وتحاول ليا أن تتفاهم معه لكنها تفشل، تقرر مع أسرتها أن تقتله بعد الفظائع التي ارتكبها.

## تطور الشخصية
في مسودة فيلم أمل جديد، كانت ليا أميرة يبلغ عمرها بين 13 إلى 15 عام تقريبا (نفس عمر بادمي أميدالا في الحلقة الأولى تهديد الشبح)، وهي الابنة المدللة للملك كايوس والملكة بريها من كوكب أكويلاي. في هذه المسودة كان لها شقيقان، هما بيغز وويندي، وتم تعديل هويتهما عدة مرات. ثم تمت تسميتها لتصبح ليا أنتيلس، ابنة بايل أنتيلس من كوكب أورغانا المسالم. وفي المسودة الرابعة تحول أسمها ليصبح ليا اورغانا من كوكب ألديران.

## الخصائص
تظهر الأميرة ليا أورغانا كامرأة متفانية وذات شخصية قوية. وصفاتها كأنثى بيضاء وصغيرة القامة قد جعلتها أشهر وأجمل امرأة في عالم حرب النجوم. كانت ليا محط إعجاب لوك سكاي ووكر (قبل يكتشف أنهما أخوة)، وهان سولو، والأمير إيزولدار (في الأدب الموسع).
شاركت ليا في عديد العمليات القتالية، وعرف عنها براعتها في التصويب. كما أنها قتلت العديد من الشخصيات الشريرة، ومن أهمها جابا ذا هات؛ وفي ثلاثية ثوارن تنجح في هزيمة الاميرال ثوارن بأن قلبت شعب نوغري عليه. وفي رواية نهاية الإمبراطورية نجحت في تدمير الإمبراطور بالباتين بعد أن تم استنساخه.
في أدب حرب النجوم، تظهر ليا وهي مترددة في تعلم فنون الجيداي، لكنها تطوّر مهاراتها على يد أخيها، وأصبحت ضمن نظام الجيداي الجديد.

## في الثقافة الشعبية

### تسريحة كعكة القرفة

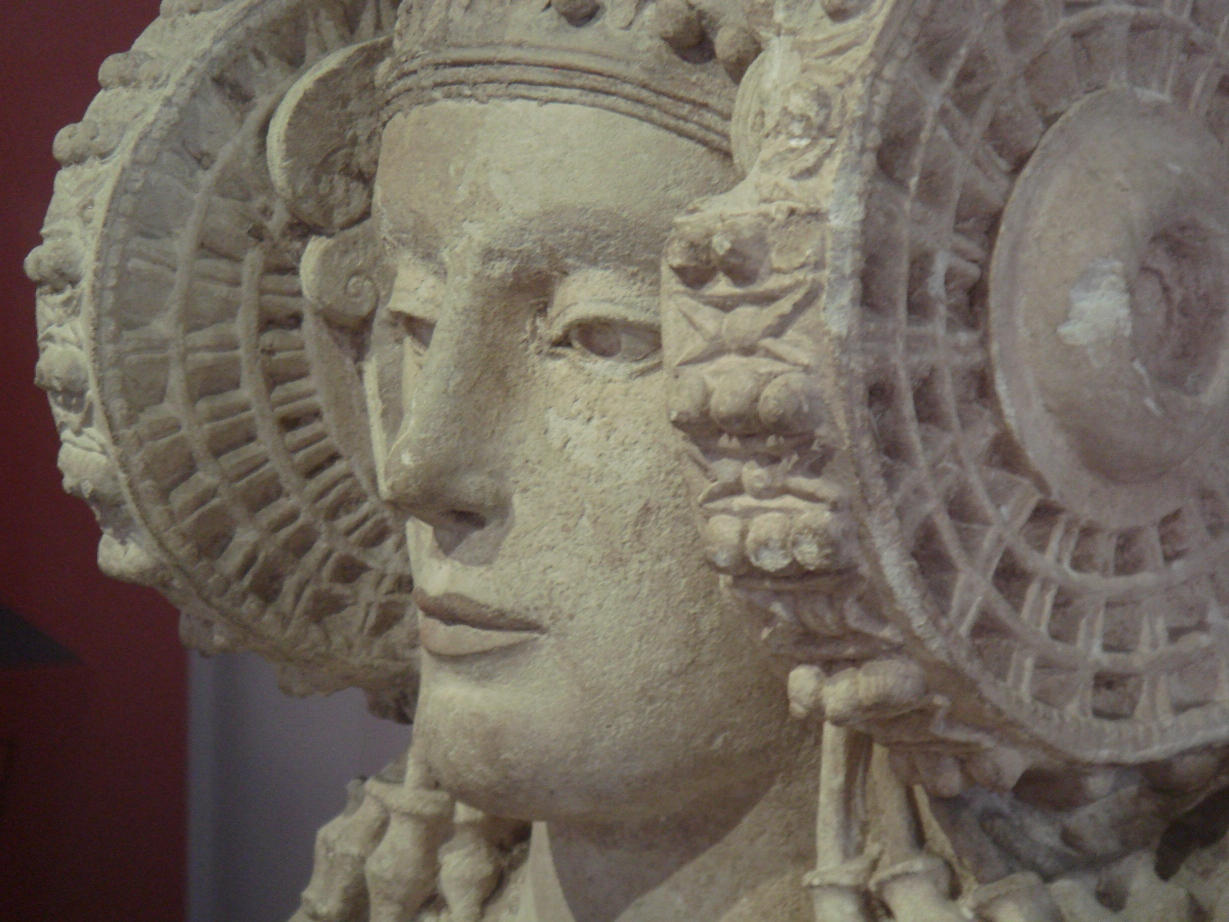
تمثال سيدة إلتشي

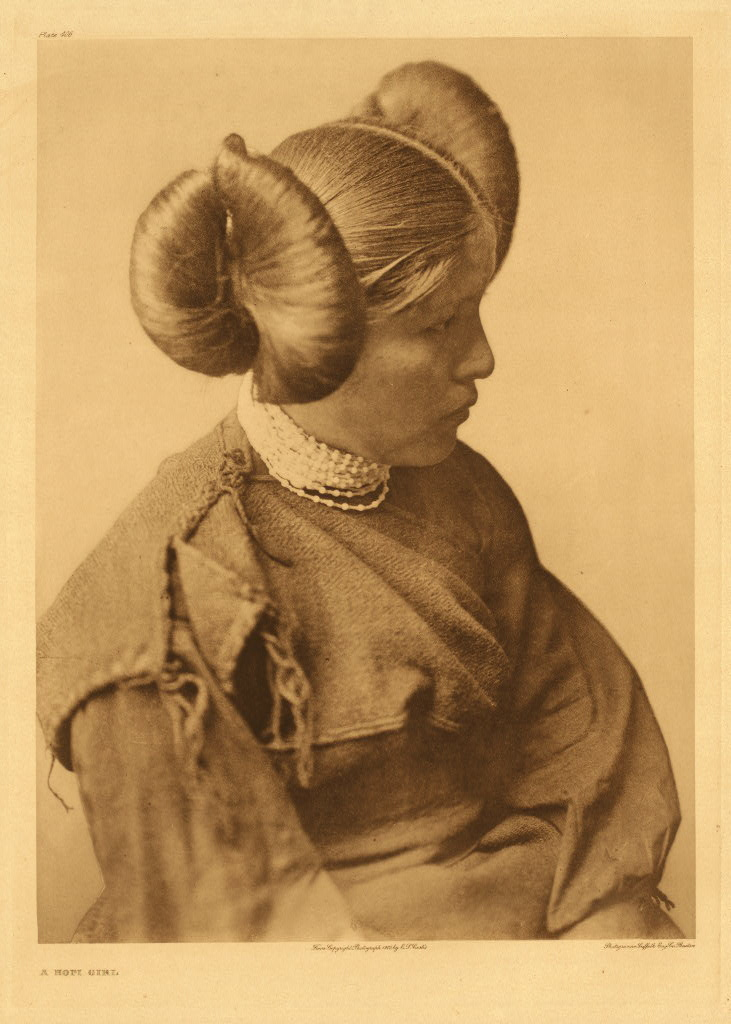
صورة لفتاة من الهوبي عام 1922 من تصوير إدوارد كرتيس

كانت تسريحة ليا المشهورة والتي ظهرت بها في فيلم أمل جديد قد أطلق عليها «تسريحة الدونات»، أو «كعكة القرفة»، من قبل محبي حرب النجوم. ذكرت كاري فيشر مقابلة تلفزيونية في بريطانيا، أنها كرهت هذه التسريحة، فهي تجعل وجهها يبدو مستديرا، ويستغرق تصفيفها ساعتين يوميا.
وقد قلدت ميس بيغي التسريحة في إحدى حلقات مسلسل أطفال المابيتس. وفي مشهد من فيلم كرات الفضاء للمخرج ميل بروكس، تظهر شخصية تدعى الأميرة فيسبا بنفس التسريحة، ولكن تبين أنها ترتدي سماعات رأس كبيرة. في الفيلم الساخر حروب الإبهام، تظهر شخصية الأميرة بانهيد (أو رأس الكعكة)، وكانت لها نفس التسريحة أيضا.
كما تم مقارنة تسريحة بالمنحوتة الايبيرية سيدة إلتشي.
كانت فتيات قبائل الهوبي في سن الزواج يصففن شعرهن بتسريحة تدعى «زهرة القرع» والتي تتشابه مع تسريحة أميرة ليا. لكن جورج لوكاس نفى هذا قائلا: «في فيلم العام 1977، كنت أحاول خلق شيء مختلف لم يكن رائجا، لذلك لجأت إلى المظهر الرائج في زمن ثورة بانشو فيلا، ومنها أخذت الفكرة. تسريحة الكعكة هي أساسا من المكسيك عند بداية القرن».
كذلك فإن بادمي أميدالا (والدة ليا) لها تسريحة مماثلة عندما ظهرت في كوكب نابو في الحلقة الثانية: هجوم المستنسخين.

### لحن الأميرة ليا
«لحن الأميرة ليا» يتمثل في لازمة موسيقية في ملحمة حرب النجوم. وقام جون وليامز بتلحين القطعة الموسيقية.
ظهر اللحن أول مرة في فيلم أمل جديد، عندما تم القبض على الأميرة ليا من قبل دارث فيدر. كما عزفت لاحقا عندما شغل R2-D2 رسالة ليا لأوبي وان كينوبى. كما عزف مجددا عندما قتل أوبي وان على يد دارث فيدر. وأخيرا، وعزف في شارة النهاية.
في فيلم الإمبراطورية ترد الضربة، تم تطوير اللحن ليصبح «لحن هان سولو والأميرة». وعزف عندما قال هان سولو أنه سيرحل ليسوي حسابه مع جابا ذا هات. وعزف مجددا في نهاية الفيلم عندما قامت الأميرة ليا ولاندو كالريسيان بإنقاذ لوك من مدينة السحاب.
في فيلم عودة الجيداي، عزف اللحن مجددا عندما أطلقت ليا النار على أحد جنود الإمبراطورية.
ظهرت المقطوعة مجددا في الثلاثية التالية، وبالتحديد في نهاية فيلم انتقام السيث حيث عزفت بعد ولادة ليا وتبنيها من قبل بايل أورغانا.

### البيكيني المعدني

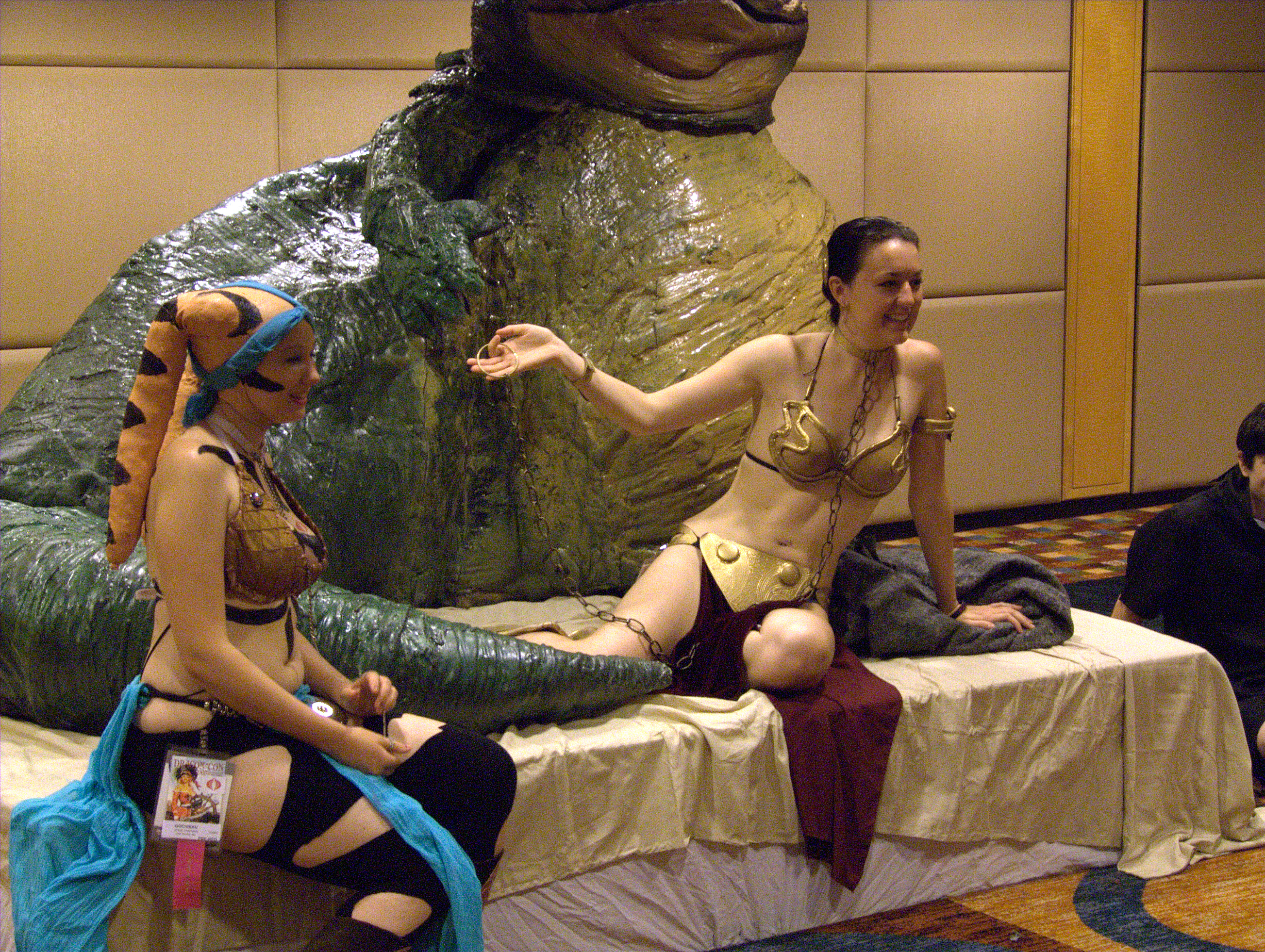
فتاة بزي ليا أمام مجسم جابا

أحد أشهر أيقونات حرب النجوم كان البيكيني المعدني الذي ارتدته ليا في بداية فيلم عودة الجيداي. يتألف الزي من حمالة نحاسية مثبتة سلسلة على الرقبة وخلف الظهر، مع لوحات نحاسية على العانة من الأمام والخلف، وإزار حريري أحمر وحذاء جلدي.مع إضافات أخرى، مثل مساكة شعر، وحلية بشكل ثعبان على الذراع وسوارين. وأخيرا، هناك سلسلة وياقة وهي التي يتحكم بها جابا.
بعد ظهورها بهذا اللباس، أصبحت كاري فيشر (وشخصية الأميرة ليا معها) رمزا جنسيا.
كما ذكر في قاعدة بيانات الأفلام على الإنترنت، قالت فيشر أن زيها في الفيلمين السابقين كان طويلا وفضفاضا لدرجة أن المشاهدين لم يعرفوا «إن كانت امرأة»، فتم صنع هذا الزي الفاضح في عودة الجيداي. رغم أنها أحبت أن تكون محط الأنظار، كما ذكرت فقد أحست بالخوف من كونها شبه عارية، وشعرت بأنها محط جميع الأعين، رغم أنها لم تلاحظ أن أحدا لاحظ وجوده، كما أنها كادت تبكي عندما تسقط حمالة الصدر من مكانها. وأشار مصمم الأزياء أغيغيرارد رودجرز أنه استلهم الزي من أعمال فنان الفانتازيا والخيال العلمي فرانك فرازيتا. كما اتبع رودجرز سياسة «لا ملابس داخلية في الفضاء»، ما منع فيشر من ارتداء حمالة، وتم استخدام شريط لاصق في مكانها.

## الاستقبال
في عام 2008، تم اختيار الأميرة ليا من قبل مجلة إمباير في المرتبة 89 من أعظم شخصيات الأفلام على الإطلاق،  كما وضعها موقع IGN في المرتبة الثامنة بين أعظم شخصيات حرب النجوم.